# تیمیه‌نیتس کاتی
تیمیه‌نیتس کاتی (به لاتین: Tymieniec-Kąty) یک منطقهٔ مسکونی در لهستان است که در Gmina Szczytniki واقع شده‌است.